# Waris Shah
Peer Syed Waris Shah (Punjabi: وارث شاہ , ਵਾਰਿਸ ਸ਼ਾਹ; 1722–1798) was een dichter uit Punjab. Hij behoorde tot de Chishti-orde binnen het soefisme. Hij is vooral bekend voor zijn werk Heer Ranjha. Dit is gebaseerd op het folkloristische verhaal van een vrouw die Heer heet en haar minnaar Ranjha. Het wordt beschouwd als een van de typische werken van klassieke Punjabi literatuur. Het verhaal is ook verteld door verschillende andere schrijvers, waaronder belangrijke versies door Damodar Das, Mukbal en Ahmed Gujjar. De versie van Waris Shah is echter de bekendste.
- Bibsys: 97033875
- Bibliothèque nationale de France: cb12019243n (data)
- CiNii: DA05796122
- Gemeinsame Normdatei: 126827346
- International Standard Name Identifier: 0000 0001 1856 0741
- Library of Congress Control Number: n80056958
- Nationale Bibliotheek van Israël: 987007273062405171
- Nederlandse Thesaurus van Auteursnamen: 072611162
- Système universitaire de documentation: 028335961
- Virtual International Authority File: 317144724